# Gangu
Gangu, tidigare stavat Kanku, är ett härad i Tianshuis stad på prefekturnivå i provinsen Gansu i nordvästra Kina.
Gangu är indelat i 13 köpingar och två socknar.
Köpingar (zhen):

- Anyuan (安远镇)
- Baliwan (八里湾镇)
- Dashi (大石镇)
- Daxiangshan (大像山镇)
- Dazhuang (大庄镇)
- Gupo (古坡镇)
- Jinshan (金山镇)
- Liufeng (六峰镇)
- Lixin (礼辛镇)
- Pan'an (磐安镇)
- Wujiahe (武家河镇)
- Xinxing (新兴镇)
- Xiping (西坪镇)

Socknar (xiang):

- Baijiawan (白家湾乡)
- Xiejiawan (谢家湾乡)